# Чувашки език
Чувашкият език (самоназвание: „чӑваш чěлхи“) е тюркски език. Той е официален език на автономната руска република Чувашия. Говори се от около 1 330 000 души и използва кирилицата.
Сред тюркските езици чувашкият език заема особено положение: независимо от подобната структура и общото речниково ядро, чувашите и останалите тюркски народи не могат да се разберат взаимно, говорейки на родните си езици. Някои фонетични особености на чувашкия език, например така наречените ротацизъм и ламбдаизъм, произлизат от дълбока древност, от периода на съществуване на единен тюркски праезик с различни диалекти. Същевременно много от различията между чувашкия език и съвременните тюркски езици несъмнено произлизат от последвалото му развитие. Поради периферното си положение спрямо останалите тюркски езици чувашкия се развива в условия на продължително взаимодействие с езици от други семейства – ирански, угро-фински, славянски.
В генеалогическата класификация на езиците чувашкият език присъства в прабългарската (огурската) подгрупа на тюркската езикова група и е единственият жив език от тази подгрупа. Предполага се, че е най-близкият съвременен език до този на прабългарите.

## Диалекти
Има 2 диалекта, различаващи се по произношението на двойката гласни [о]-[у] – „о-кащ“, който произнася [о], хола „град“ и „у-кащ“ (хула). Книжовният език е въз основа на у-кащия диалект.

## Писменост

### Руни и арабица
Писменост на чувашки език съществува във Волжка България на базата на руническа писменост и арабската азбука, но изчезва в периода на Златната орда.
Голяма част от корпуса от арабски текстове от надгробните камъни от Волжка България съдържа отделни думи и изрази, които са максимално близки до чувашкия език, докато останалата представлява надписи на татарски език.

### Кирилица
Въз основа на кирилицата съществува от 18 век и се използва предимно за религиозни цели; през 1870-те години писмеността се реформира радикално от И. Я. Яковлев, който въвежда употребата на диакритични знаци в кирилицата за предаване на особените чувашки звукове. Сегашният вариант е приет през 1933; през 1949 е добавена буквата ё. Съвременната чувашка азбука се състои от 33-те букви на руската азбука и четири допълнителни букви с диакритични знаци:
Аа Ӑӑ Бб Вв Гг Дд Ее Ёё Ӗӗ Жж Зз Ии Йй Кк Лл Мм Нн Оо Пп Pp Сс Ҫҫ Тт Уу Ӳӳ Фф Хх Цц Чч Шш Щщ Ъъ Ыы Ьь Ээ Юю Яя.
Буквите б, г, д, ё, ж, з, о, ф, ц, щ, ъ, ь се използват само при записването на чужди думи (предимно преки заемки от руски). Буквите с диакритични знаци се четат както следва:
- [ӑ] и [ы] са близки до българското [ъ], като [ы] се пише само в първата сричка.
- [ӗ] се чете винаги като свръхкратко [е].
- [э] и [е] се четат като руското [е], но [э] се пише само в началото на думата (според руския правопис).
- [ӳ] се чете като немско или турско [ü] = [ю].
- [ҫ] е шушкаво или меко [ш], както е в полски и руски напр. [счастье].

## Фонетични особености

### Гласни звукове
В чувашкия език има 2 вида гласни звукове: меки ([i], [е], [ə], [ʏ]/[ø]) и твърди ([ɑ], [ɤ], [ɨ], [u]/[o]). Сравнително дълги са гласните [а], [е], [ɨ], [i], [u]/[o], [ʏ]/[ø], а кратки – [ɤ], [ə]. Гласният звук [о] се среща само в заемки от руски език. В съчетание с твърди гласни всички съгласни звукове се произнасят твърдо: арман „мелница“, авлан „жени се“. В съчетание с меки гласни всички съгласни звукове се произнасят меко. Смекчаващото влияние на тези гласни се разпростира върху съседните съгласни звукове в едносричните думи: например тир „кожа“ се чете [ťiŕ]. За разлика от българския език в чувашкия няма потъмняване на гласните, които не са под ударение.

### Съгласни звукове
В областта на съгласните звукове чувашкият език се различава от останалите тюркски езици. На общотюркските [z], [ʃ] съответстват съгласните [r], [l]. На тюркските [t͡ʃ], [d͡ʒ] съответстват в повечето случаи [ɕ]/[ʑ]. За илюстрация може да се посочат следните паралели между чувашки и турски:
- чувашко [l] – турско [ʃ]
  - „слънце“: хӗвел [xəvel] – güneş;
  - „пет“: пил-ӗк [pilək] – beş;
- чувашко [r] – турско [z]
  - „звезда“: ҫӑлтӑр [ɕɤldɤr] – yıldız;
  - „дъщеря“: хӗр [xər] – kız;
- чувашко [ɕ] – турско [t͡ʃ]
  - „дърво“ ывӑҫ [ɨvɤɕ] – ağaç
  - „три“: виҫ [viɕ] – üç

Между 2 гласни или до звучни съгласни [r], [l] съгласните [p], [k], [x], [t], [ʃ], [s], [ɕ], се произнасят като звучни [b], [g], [ɣ], [d], [ʒ], [z], [ʑ].

### Вокална хармония
Вокалната хармония изисква думите да не съдържат гласни звукове от двата вида. Следователно граматическите окончания имат две форми: за меки и за твърди гласни. Например:
- Шупашкарта „в Чебоксари“,
- килде „вкъщи“.

За сложни думи обаче това правило не важи, сравни сӗтел-пукан „мебели“, буквално означава „маса-стол“. За заемки от чужди езици вокалната хармония също не важи, както и за неизменяеми окончания като [-ӗ]; съществуват обаче доста изключения като например думите анне „майка“, атте „баща“. В такива случаи окончанието се съгласува с крайната гласна: аннепе „с майката“.

## Морфологични особености
Чувашкият език принадлежи към групата на аглутинативните езици. Това означава, че при словоизменението и словообразуването е възможно само прибавяне или смяна на морфеми след корена на думата, или свързване на отделни лексеми в нови по значение. Представки, каквито се срещат в повечето европейски езици няма, а границите между отделните морфеми са лесно различими.
Влиянието на езици от други семейства – ирански, угро-фински, славянски – оставя отпечатък на всички особености на чувашкия език – фонетични, лексикални и граматически. Неопределеното ударение в о-кащия диалект, което определя и литературната норма се е оформило по всяка вероятност под влияние на угрофинските езици в Поволожието. Тяхното влияние се открива също така при падежните форми на съществителните и в системата от лични и безлични глаголни форми. Чувашкият език се различава от останалите тюркски езици с окончанието за множествено число -сем вместо -(l)ar/-(l)er, характерно за мнозинството от съвременните тюркски езици; и наличието на различни показателни местоимения ку „този“, лешӗ „онзи“.
През последните няколкостотин години във връзка с разширяващото се чувашко-руско двуезичие и последвалия го масов приток на руска и международна лексика силно се изменят фонетичната система и синтактическите структури. Пример за това е възникването на представките та- и ни- при местоименията под влияние на руски език:
- кам? „кой?“: такам „някой, еди-кой си“; никам „никой“;
- мӗн?, „какво?“: темӗн, „нещо, еди-какво си“; нимӗн, „нищо“;
- ӑҫта?, „къде?“: таҫта, „някъде, еди-къде си“; ниҫта, „никъде“;
- хӑҫан?, „кога?“: тахӑҫан, „някога, еди-кога си“; нихӑҫан, „никога“.

Под влияние на руския език се развиват много нови словообразувателни модели. Развива се фонетична подсистема, характерна само за чуждите думи. При ударението настъпват промени: докато съществуват едни правила за чувашките думи и фонетично приспособените чуждици, се развиват други за фонетично неприспособените чуждици.

## Части на речта
Изменяемите части на речта са имената и глаголите.
Имената – съществителни, прилагателни, числителни и наречия – са по-скоро семантични класове, които се различават слабо по граматически признак. Съществителните имена нерядко служат като прилагателни (напр. чул ҫурт „каменна къща“, ылтӑн ҫӗрӗ „златен пръстен“), а една дума може да изпълнява ролята на прилагателно или наречие (тӗрӗс сӑмах „честна дума“, тӗрӗс кала „говоря честно“).
Съществителните имена не се различават по род или одушевеност, но се различават по линия човек – не-човек. Към категорията човек (отговаря на въпрос кам? „кой?“) се отнасят всички лични имена, названия на роднински отношения, професии, длъжности, народности, т.е. всичко свързано с означаването на хора. Всички останали имена, в това число и названията на всички живи същества, се отнасят към категорията не-човек и отговарят на въпрос мӗн? „какво?“.

## Словообразуване
Основните начини на словообразуване са сложните думи и афиксацията. При сложните думи отделните корени се обединяват съчинително (пит-куҫ „облик“, буквално „лице-око“ от пит „лице“ и куҫ „око“), или подчинително (арҫын „мъжага“, от ар „мъж“ + ҫын „човек“).
Подобно на останалите тюркски езици, и чувашки си служи с разнообразие от причастни форми, за да придаде видов нюанс на глаголното действие. Примери:
- ил- „взимам“ + кил- „идвам“ > илсе кил- „донасям“;
- вула- „чета“ + тух- „излизам“ > вуласа тух- „прочитам“;
- кала- „казвам, говоря“ + пар- „давам“ > каласа пар- „разказвам“.

## Словоред
В структурата на словосъчетанието словоредът изпълнява граматическа функция: даже при наличие на формална показателна връзка зависимата част се поставя преди главната (например, чул ҫурт „каменната къща“, пысӑк чул ҫурт „голямата каменна къща“, тӑхӑр хутлӑ пысӑк чул ҫурт „голямата девететажна каменна къща“). В структурата на изречението словоредът има преди всичко смислова функция. Обикновено е следният: причастие (в смисъл на подчинено изречение) – подлог – допълнение – сказуемо.
Въпросите се изразяват с помощта на въпросителни думи и частици, интонацията играе само спомагателна роля. Мястото на въпросителните думи в изречението е относително свободно. Въпросителната частици „-и“ и показателят на отрицанието се присъединяват само към сказуемото. Задаването на въпрос към един или друг елемент от изречението се постига чрез словореда.
Тъй като в чувашкия език няма предлози, отношенията между частите на речта се изразяват чрез следлози, които се пишат слято или разделно от имената. Такива са например -сӑр/-сӗр „без“, -шӑн/-шӗн „поради“, -лла/-лле „към“, урлӑ „през“, пӗрле „заедно с“, пек „като“, таран „до, докъм“, тӑрӑх „при, според“, валли „за“, ҫум „покрай“, йен „до“, ӑш(ӗ) „вътре в“, тӑрӑ „над“, хыҫ„зад“ и други.
Примери:
- алсӑр-урасӑр „без ръце, без крака“
- сывалӑшсӑр „без въздух, безвъздушен“
- мӗншӗн? (мӗшӗн) „за какво?, защо?“
- тӑвалла „към планината“
- анне валли „за мама“

## Развитие на езика
В лексиката се различават чувашки, общотюркски и чужд слой. Сред заемките в чувашки преобладават лексемите от татарски, монголски, ирански (почти изцяло от новоперсийски, заети през татарски), арабски (в голямата си част заети през татарски), угро-фински (марийски), арменски, грузински, еврейски и славянски произход. Значителна част съставят и руските думи, които условно се делят на стари и нови заемки. Едните са фонетично приспособени (пӗрене „дънер“ < бревно; кӗрепле „гребло“ < грабли; чиркӳ „църква“ < церковь; кавар „заговор“ < сговор), другите изобщо не са приспособени (делегат, прогресс), или само частично (конституци, географи, праҫник < праздник). Руските заемки проникват в терминологията, и донякъде и в битовата лексика (пальто, костюм).
До създаването на новата чувашка писменост (1871/2) чувашкият език обслужва само устното общуване и различните видове народно творчество. С появата на писменост употребата му се разширява съществено. С образуването на Чувашката АССР през 1920 чувашкият език става един от двата официални езика в републиката (заедно с руския). Във всички райони с компактно чувашко население той се преподава в училищата до 8 клас, на него говорят в официалните учреждения, печатат се книги, вестници и списания в Чебоксари, Казан, Уфа, Самара, Симбирск, Москва.
През 30-те години на 20 век положението рязко се променя. От Конституцията на Чувашката АССР се изключва параграфа за държавния статус на чувашкия език. Училищното обучение преминава на руски език, чувашкият език престава да се изучава дори като предмет. По данни от 1989, от всички чуваши, живеещи на територията на бившия СССР, почти една четвърт не смятат чувашкия за роден, дори в Чувашката АССР делът на чувашите, които не владеят родния си език, е около 15 %. Напоследък езикът изчезва. В градовете практически всички чуваши използват руски, а в селата полека-лека се разпространява и руският.